# 前314年
| 千纪： | 前1千纪 |
| 世纪： | 前5世纪 \| 前4世纪 \| 前3世纪 |
| 年代： | 前340年代 \| 前330年代 \| 前320年代 \| 前310年代 \| 前300年代 \| 前290年代 \| 前280年代                                                                                      |
| 年份： | 前319年 \| 前318年 \| 前317年 \| 前316年 \| 前315年 \| 前314年 \| 前313年 \| 前312年 \| 前311年 \| 前310年 \| 前309年                                                        |
| 纪年： | 周赧王元年 魯平公九年 齊宣王六年 趙武靈王十二年 魏襄王五年 韓宣惠王十九年 秦惠文王十一年 楚懷王十五年 宋康王十五年 衛嗣君二十一年 燕王子之二年 越王無彊二十九年 中山王十四年 |

## 大事记
- 周赧王登基。
- 安提柯一世进攻托勒密一世占据的叙利亚，围攻泰爾达一年之久。
- 燕国发生子之之乱，齐国和中山国借机攻燕国。
- 齐国攻破燕国，燕王哙和子之被杀。
- 秦惠文王滅巴國，建立巴郡，治地江州。
- 秦国向蜀移民，设置蜀郡，攻义渠。
- 秦攻魏取曲沃。
- 秦敗韓於岸門，韓太子韓倉入質於秦以和。

## 逝世
- 燕王噲，中國戰國時期的燕國君主，燕易王之子。
- 子之，戰國時曾任燕王噲之宰相，後篡位成為燕王。
- 太子平，戰國時燕國太子，燕王噲的長子，因起兵反對篡位的宰相子之，兵敗陣亡。